# De fyra årstiderna (Arcimboldo)

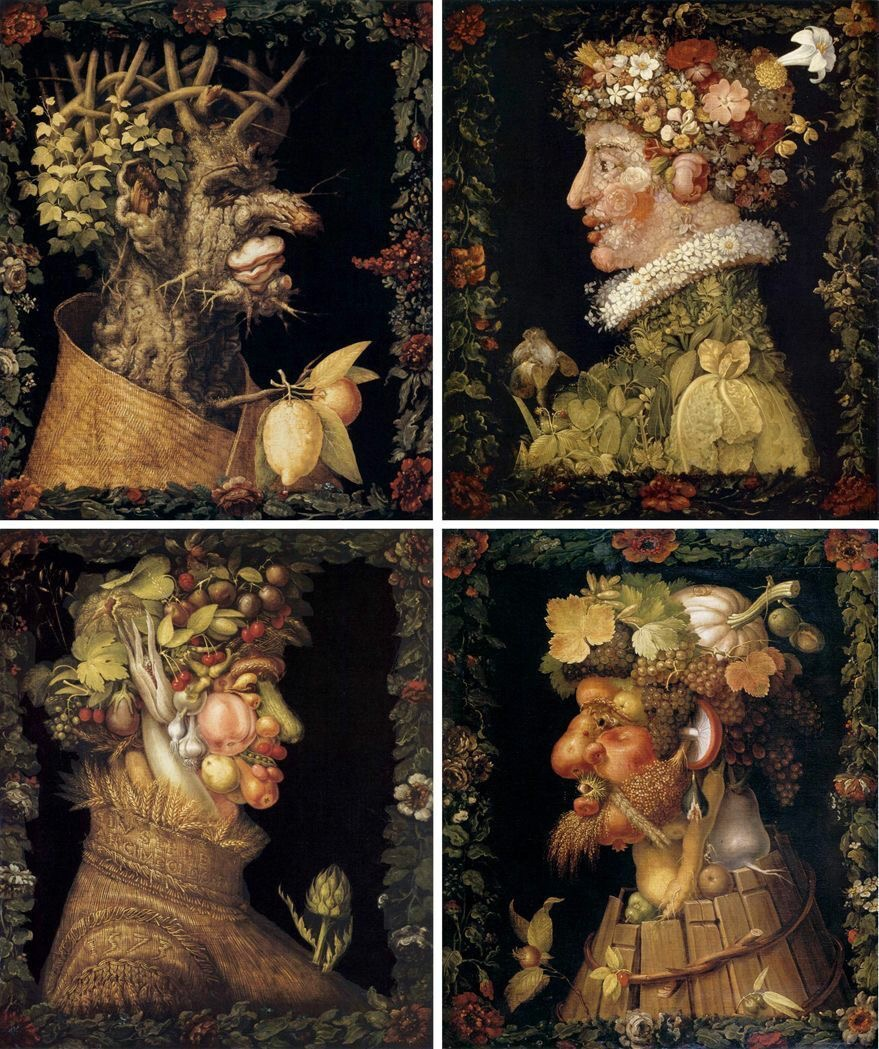
De fyra årstiderna av Giuseppe Arcimboldo. 1573 års version som idag är utställda på Louvren.

De fyra årstiderna är en serie om fyra oljemålningar av den italienske manieristiske konstnären Giuseppe Arcimboldo. De målades i flera uppsättningar åren 1563, 1572 och 1573. 

## Konstnären
Arcimboldo föddes 1526 i Milano och var en stor del av sitt liv verksam i Wien och Prag där han var hovmålare från 1562 åt de habsburgska kejsarna Ferdinand I, Maximilian II och Rudolf II. Han erbjöd den första uppsättningen till Maximilian 1569 tillsammans med en liknande bildserie på temat De fyra elementen (vatten, jord, eld och luft). 

## Motivet
Var och en visar ett profilporträtt som består av frukter, grönsaker och växter relaterade till den aktuella säsongen. Våren framställs med blommor, sommaren av ax och grönsaker, hösten av frukter och vinter i form av ett träd. Av de fyra tavlorna innehåller vårmålningen färre överraskningar än de andra tre, men är överlägsen i sin artrikedom – inte mindre än 80 växtarter har identifierats. Uppsättningen åtföljdes av en dikt av Giovanni Battista Fonteo (1546–1580) som förklarade deras allegoriska innebörd och lovsjunger kejsaren. 

## 1563 års version
Sommar och Vinter från originalserien ingår idag i Kunsthistorisches Museums samlingar i Wien. I sommarmålningen har konstnären vackert vävt in signaturen "GIVSEPPE ARCIMBOLDO. F. 1563" i sädesstråna på kragen och vid axeln. I vintermålningen är signaturen placerad i nedre högerhörnet och årtalet på baksidan. På kragens flätade strån är bokstaven M inmålad för Maximilian. Höstmålningen från originalserien har förkommit. Troligtvis tillhör vårmålningen på Real Academia de Bellas Artes de San Fernando i Madrid originalserien. Sannolikt skänktes den till Filip II av Spanien. 

## Andra versioner
Kejsar Maximilian beställde ytterligare en uppsättning av de fyra årstiderna för att 1573 skänka till August I av Sachsen. Hela den uppsättningen är idag utställda på Louvren i Paris. Dessa skiljer sig från originaluppsättningen genom att de är inramade av en blommig bård. Dessutom är "M-et" i vintermålningen ersatt av Sachsens vapen, två korsade svärd, samt årtalet i sommarmålningen ändrat till 1573.
Ytterligare exemplar av de fyra årstiderna finns utställda på Denver Art Museum (Sommar och Höst från 1872). Alte Pinakothek i München äger en hel uppsättning av de fyra årstiderna, men höstmålningen är delvis förstörd. Münchenmålningarna är inte daterade men anses ha målats av Arcimboldo som ung när han fortfarande bodde i Milano. Om detta antagande stämmer är de således äldre än de övriga.
I slutet av sitt liv, när Arcimboldo flyttat tillbaka till Milano, målade han De fyra årstiderna i ett huvud. Tavlan skiljer sig åt från de övriga genom att huvudet skildras i trekvartsprofil. Den återupptäcktes 2006 och ingår sedan 2010 i National Gallery of Arts samlingar i Washington D.C.

## Lista över olika versioner
| Bild | Titel                                                     | År         | Storlek (cm) | Typ           | Museum                                        | Ort             |
| ---- | --------------------------------------------------------- | ---------- | ------------ | ------------- | --------------------------------------------- | --------------- |
|      | Vår (Allegorie des Frühlings)                             | utan årtal | 68 x 57      | olja på trä   | Alte Pinakothek                               | München         |
|      | Sommar (Allegorie: Der Sommer)                            | utan årtal | 68,3 x 56,7  | olja på trä   | Alte Pinakothek                               | München         |
|      | Höst (Allegorie: Der Herbst)                              | utan årtal | 83,8 x 56,5  | olja på trä   | Alte Pinakothek                               | München         |
|      | Vinter (Allegorie: Der Winter)                            | utan årtal | 67,5 x 57    | olja på trä   | Alte Pinakothek                               | München         |
|      | Vår (La Primavera)                                        | 1563       | 66 x 50      | olja på trä   | Real Academia de Bellas Artes de San Fernando | Madrid          |
|      | Sommar (Sommer)                                           | 1563       | 67 × 50,8    | olja på trä   | Kunsthistorisches Museum                      | Wien            |
|      | Vinter (Winter)                                           | 1563       | 66,6 × 50,5  | olja på trä   | Kunsthistorisches Museum                      | Wien            |
|      | Sommar (Summer)                                           | 1572       | 91,4 x 70,5  | olja på duk   | Denver Art Museum                             | Denver          |
|      | Höst (Autumn)                                             | 1572       | 68 x 57      | olja på duk   | Denver Art Museum                             | Denver          |
|      | Vinter (L'Hiver)                                          | 1573       | 76 x 63,6    | olja på duk   | Louvren                                       | Paris           |
|      | Vår (Le Printemps)                                        | 1573       | 76 x 63,5    | olja på duk   | Louvren                                       | Paris           |
|      | Sommar (L'Été)                                            | 1573       | 76 x 64      | olja på duk   | Louvren                                       | Paris           |
|      | Höst (L'Automne)                                          | 1573       | 76 x 63,5    | olja på duk   | Louvren                                       | Paris           |
|      | De fyra årstiderna i ett huvud (Four Seasons in One Head) | cirka 1590 | 60,4 x 44,7  | olja på pannå | National Gallery of Art                       | Washington D.C. |